# Cyornis
Cyornis är ett relativt stort fågelsläkte i familjen flugsnappare (Muscicapidae) inom ordningen tättingar som alla har sin utbredning i södra, östra och sydöstra Asien.
Fram tills nyligen omfattade släktet arter som alla hade en liknande färggrann teckning i olika nyanser av blått och rött, därav släktets vetenskapliga namn som betyder just "blå fågel". Dock visar genetiska studier att de flesta arter tidigare placerade i släktet Rhinomyias bör ingå i Cyornis. Dessa är oansenligt tecknade i brunt och rödbrunt. Samma studier visar att vitstjärtad flugsnappare, traditionellt placerad i släktet, bara är avlägset släkt med övriga i Cyornis. 

## Arter i släktet
Artgränserna är i flera fall omdiskuterade. Nedanstående lista med 32 arter följer systematiken från Avilist,
- Medanflugsnappare (Cyornis ruckii)
- Blåbröstad flugsnappare (Cyornis herioti)
- Bikolflugsnappare (Cyornis camarinensis)
- Koboltflugsnappare (Cyornis hainanus)
- Ghatsflugsnappare (Cyornis pallidipes)
- Gråkindad flugsnappare (Cyornis poliogenys)
- Azurflugsnappare (Cyornis unicolor)
- Ravinflugsnappare (Cyornis rubeculoides)
- Kinesisk flugsnappare (Cyornis glaucicomans)
- Arunachalflugsnappare (Cyornis magnirostris)
- Bergflugsnappare (Cyornis whitei)
- Javaflugsnappare (Cyornis banyumas)
- Dajakflugsnappare (Cyornis montanus)
- Meratusflugsnappare (Cyornis katayangensis)
- Sundaflugsnappare (Cyornis caerulatus)
- Malajflugsnappare (Cyornis turcosus)
- Svartkindad flugsnappare (Cyornis lemprieri)
- Borneoflugsnappare (Cyornis superbus)
- Indisk flugsnappare (Cyornis tickelliae)
- Indokinesisk flugsnappare (Cyornis sumatrensis)
- Mangroveflugsnappare (Cyornis rufigastra)
- Sulawesiflugsnappare (Cyornis omissus)
- Kalaoflugsnappare (Cyornis kalaoensis)
- Brunvit flugsnappare (Cyornis brunneatus)
- Nikobarflugsnappare (Cyornis nicobaricus)
- Gråbröstad flugsnappare (Cyornis umbratilis)
- Ockrabröstad flugsnappare (Cyornis olivaceus)
- Roststjärtad flugsnappare (Cyornis ruficauda)
- Suluflugsnappare (Cyornis ocularis)
- Crockerflugsnappare (Cyornis ruficrissa)
- Banggaiflugsnappare (Cyornis pelingensis)
- Sulaflugsnappare (Cyornis colonus)

Följande arter placerades tidigare i Cyornis, men förs sedan 2023 till Eumyias:
- Hyacintflugsnappare (E. hyacinthinus)
- Blåhuvad flugsnappare (E. hoevelli)
- Minahasaflugsnappare (E. sanfordi)
- Floresflugsnappare (E. oscillans)
- Sandelflugsnappare (E. stresemanni)